# Böyük Dəhnə
Böyük Dəhnə è un comune dell'Azerbaigian situato nel distretto di Şəki. Conta una popolazione di 5 255 abitanti.